# Vissannapeta
Vissannapeta är en ort i Indien.   Den ligger i distriktet Krishna och delstaten Andhra Pradesh, i den centrala delen av landet, 1 400 km söder om huvudstaden New Delhi. Vissannapeta ligger 136 meter över havet och antalet invånare är 17 852.
Terrängen runt Vissannapeta är platt. Runt Vissannapeta är det tätbefolkat, med 476 invånare per kvadratkilometer. Närmaste större samhälle är Nūzvīd, 18,1 km söder om Vissannapeta. Omgivningarna runt Vissannapeta är en mosaik av jordbruksmark och naturlig växtlighet.